# Greta Thyssen

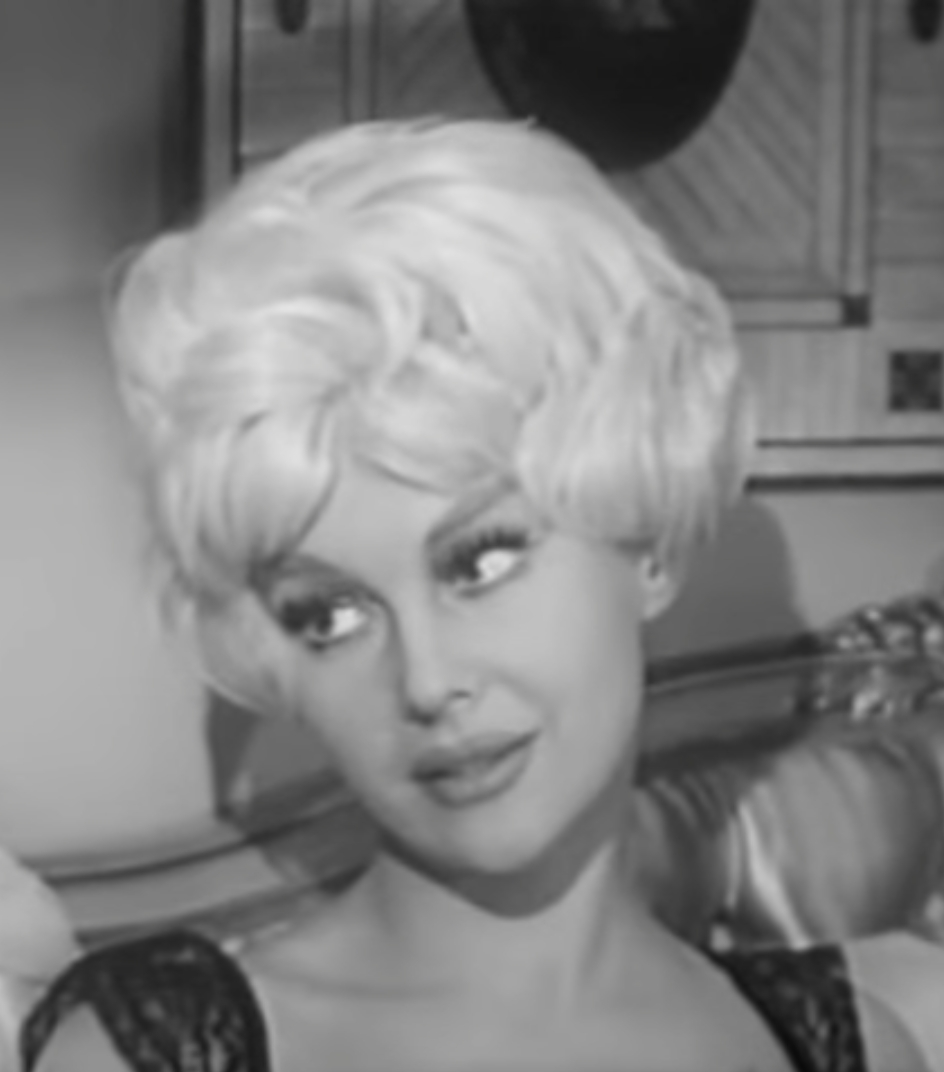
Greta Thyssen in Three Blondes in His Life

Greta Thyssen; eigentlich Grethe Karen Thygesen (* 30. März 1927 in Hareskovby, Kopenhagen, Dänemark; † 6. Januar 2018 in Manhattan, New York City) war eine dänisch-amerikanische Filmschauspielerin und ein Pin-up-Girl.

## Karriere
Die Schönheitskönigin Greta Thyssen zog Anfang der 1950er Jahre von Kopenhagen nach Los Angeles, um dort als Fotomodell und Schauspielerin zu arbeiten. Im Zuge des Erfolgs von Marilyn Monroe und Jayne Mansfield trat das ehemals brünette Model nun als platinblonde, kurvenreiche Sexbombe in Erscheinung und posierte als Pin-up-Girl erfolgreich für zahlreiche Foto- und Herrenmagazine. Thyssen debütierte 1956 in einer unbedeutenden Nebenrolle in dem Spielfilm Bus Stop, wo sie auch als Double für die Hauptdarstellerin Marilyn Monroe agierte. 1958 war das Glamour-Girl gleich zweimal in den Kurzfilmen der Three Stooges zu sehen und drehte 1959 einen weiteren Film mit der Komikertruppe. Thyssen trat in dem Stück Pajama Tops auch am Broadway auf und sorgte mit ihrer Romanze mit dem Filmstar Cary Grant für Schlagzeilen in der Boulevardpresse. 1967 hatte sie ihre letzte Filmrolle in Cottonpickin' Chickenpickers und zog sich nach der Geburt ihrer Tochter Genevieve Juliette 1969 weitestgehend ins Privatleben zurück. Greta Thyssen lebte in New York.

## Filmografie (Auswahl)
Filmauftritte
- 1956: Bus Stop
- 1956: Schach dem Mörder (Accused of Murder)
- 1958: The Beast of Budapest
- 1959: Catch Me If You Can
- 1959: Terror is a Man
- 1961: Three Blondes in His Life
- 1962: Journey to the Seventh Planet

Fernsehauftritte
- 1956: Treasure Hunt
- 1956: Schlitz Playhouse of Stars
- 1956: Die seltsamen Abenteuer des Hiram Holliday (The Adventures of Hiram Holliday)
- 1960: Dezernat M (M Squad)
- 1960: Anwalt der Gerechtigkeit (Lock Up)
- 1961: Ein Fall für Michael Shayne (Michael Shayne)